# Namibe (provins)
Namibe er en provins i Angola. Provinsen hed tidligere Moçamedes. Den har et areal på 57.091 km2
og et befolkningstal på 495.326 (2014) indbyggere. Namibe er hovedbyen i provinsen.

## Eksterne links
- angola.org.uk Arkiveret 2. august 2008 hos  Wayback Machine
- Den amerikanske styremagts statistik fra 1988

15°11′43″S 12°09′03″Ø / 15.195277777778°S 12.150833333333°Ø